# فیلوویریده
(طبقه بندی نشده جانداران)  :   Virus                     
دامنه ویروسی :                     Riboviria        
فرمانرو:                        Orthornavirae
شاخه:                  Negarnaviricota
رده:                       Monjiviricetes
راسته:                Mononegavirales
خانواده:                            Filoviridae
فیلوویریده ها خانواده ای از ویروس های RNA دار است که RNA آن بصورت  تک رشته ای با پلاریته منفی و در راسته مونو نگا ویرالس است.  ویروس ابولا و ویروس ماربورگ، دو عضو شناخته شده از این خانواده هستند. این دو ویروس و همچنین برخی از خویشاوندان کمتر شناخته شده این خانواده باعث ایجاد بیماری شدید در انسان و  پستانداران نخستی سانان  به شکل تب های خونریزی دهنده ویروسی  می شوند. 
همه فیلوویروس‌ها  به‌عنوان عوامل منتخب زیستی (BSAT) توسط ایالات متحده طبقه‌بندی شده و همپنین سازمان بهداشت جهانی این ویروس ها را به عنوان پاتوژن‌های گروه خطر 4 (که نیازمند به سطح ایمنی 4) قرار داده است،  و توسط مؤسسه ملی بهداشت / مؤسسه ملی آلرژی و عفونی بیماری ها به عنوان پاتوژن های اولویت دار رده A،  و توسط مراکز کنترل و پیشگیری از بیماری این ویروس ها به عنوان عوامل بیوتروریسم رده A ، قرار گرفته است. 

## طبقه بندی

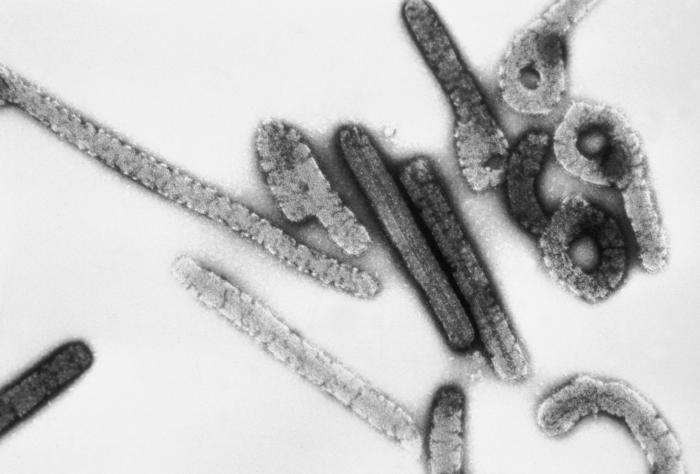
ویروس ماربورگ Marburgvirus

خانواده Filoviridae یک تاکسون ویروسی است که در سال 1982 معین شد  و در سال های 1991،  1998،  2000،  2005،  2010  و 2011 اصلاح شد.  این خانواده در حال حاضر شامل شش جنس ویروس Cuevavirus, Dianlovirus, Ebolavirus, Marburgvirus, Striavirus و Thamnovirus است و در راسته  راسته مونو نگا ویرالس قرار دارد .  اعضای این خانواده از ویروس ها را فیلوویروس یا فیلوویرید نامگذاری می شوند.  نام Filoviridae از اسم لاتین filum (که اشاره به ریخت شناسی یا مورفولوژی رشته ای فیلوویریون ها دارد) و پسوند طبقه بندی -viridae (که نشانگر یک خانواده ویروس است) گرفته شده است. 

## چرخه زندگی

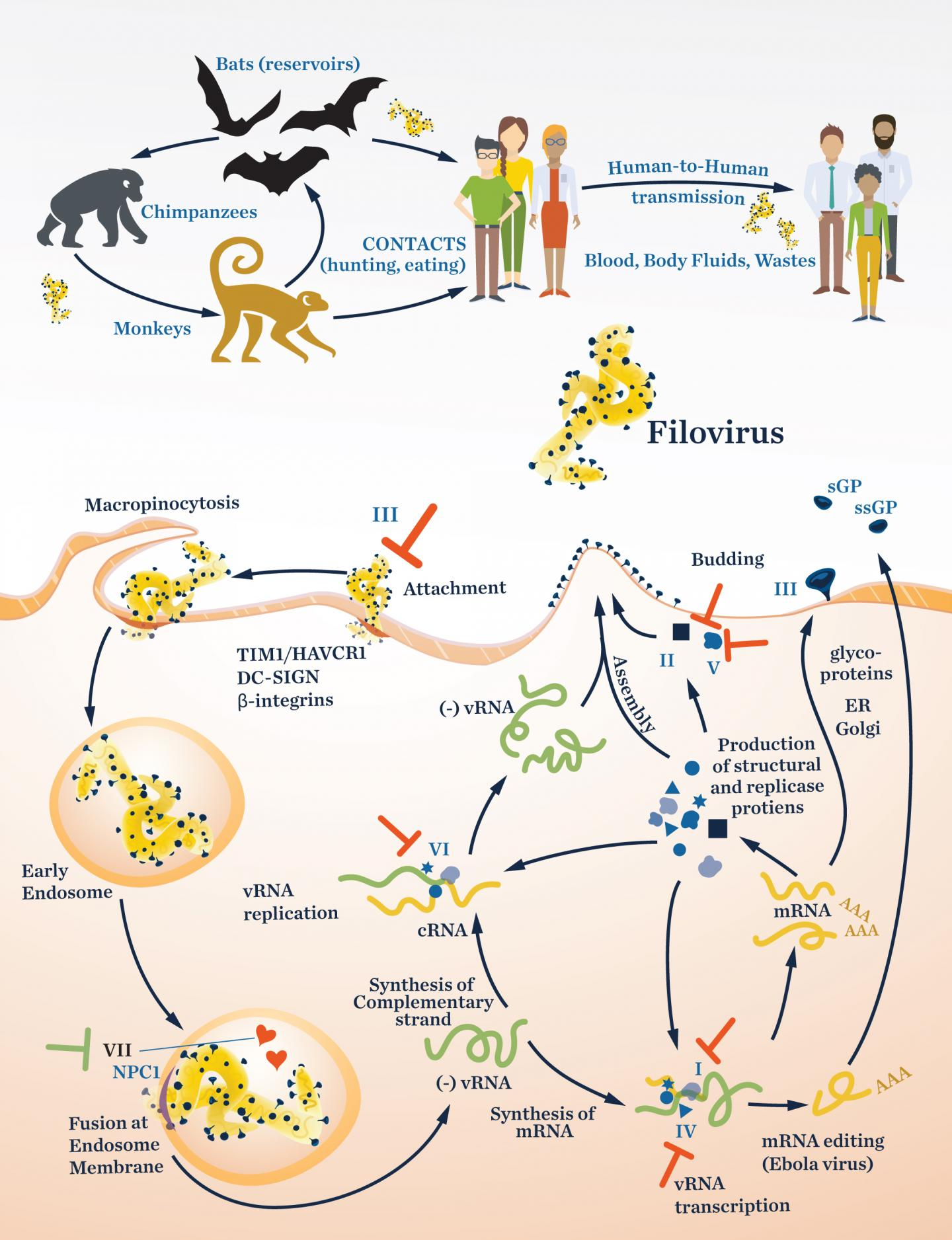
چرخه تکثیر فیلوویروس ها و وناقل ها

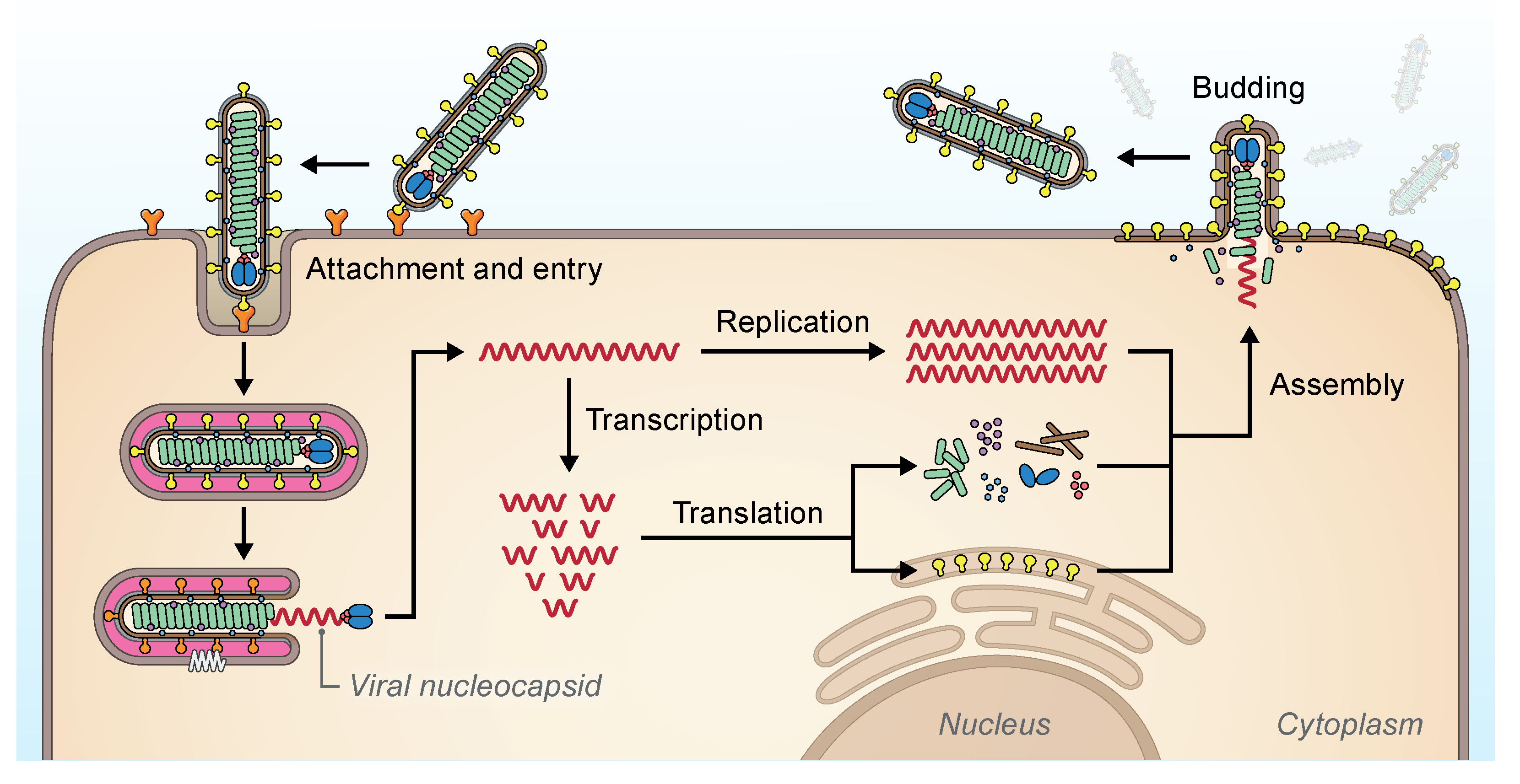
چرخه تکثیر فیلوویروس ها در داخل سلول میزبان

چرخه زندگی فیلوویروس با اتصال ویریون به گیرنده‌های سطح سلولی اختصاصی شروع شده و به دنبال آن ادغام پوشش ویریون با غشاهای سلولی و انتشار همزمان نوکلئوکپسید ویروس در سیتوزول انجام می‌شود. RNA پلیمراز وابسته به RNA ویروسی (RdRp یا RNA replicase) تا حدی نوکلئوکپسید را  پوشانیده و ژن ها را به شکل رشته های mRNA   با پلاریته مثبت، رونویسی می کند که این  mRNA به پروتئین های ساختاری و غیرساختاری در سلول میزبان، ترجمه می شوند. آنزیم RNA پلیمراز وابسته به RNA فیلوویروس به یک پروموتر منفرد واقع در انتهای 3' ژنوم متصل می شود. رونویسی یا پس از یک ژن خاتمه می یابد یا به ژن بعدی در پایین دست ادامه می یابد که بدان معنا است که ژن‌های نزدیک به انتهای 3' ژنوم بیشترین رونویسی میشوند، در حالی که ژن‌هایی که در انتهای 5'  کمترین احتمال رونویسی را دارند. بنابراین ترتیب ژن یک شکل ساده اما مؤثر از تنظیم رونویسی است. فراوان ترین پروتئین تولید شده در ای پروسه نوکلئوپروتئین است که میزان غلظت آن در سلول تعیین می کند که آنزیم RNA پلیمراز وابسته به RNA از حالت رونویسی کننده ژن به حالت همانندسازی کننده ژنوم، تغییر کند. همانندسازی منجر به آنتی ژنوم های تمام قد و رشته مثبت می شود که به نوبه خود به نسخه های ژنوم نتاج ویروس رشته منفی رونویسی می شوند. پروتئین‌های ساختاری و ژنوم‌های تازه سنتز شده خودآرایی می‌شوند و در نزدیکی غشای سلولی تجمع می‌یابند. ویریون ها از سلول جوانه زده و پوشش خود را از غشای سلولی که از آن جوانه می زنند به دست می آورند. سپس ویروس ها سلول های دیگر را برای تکرار چرخه آلوده می کنند. 

## معیارهای گنجاندن خانواده

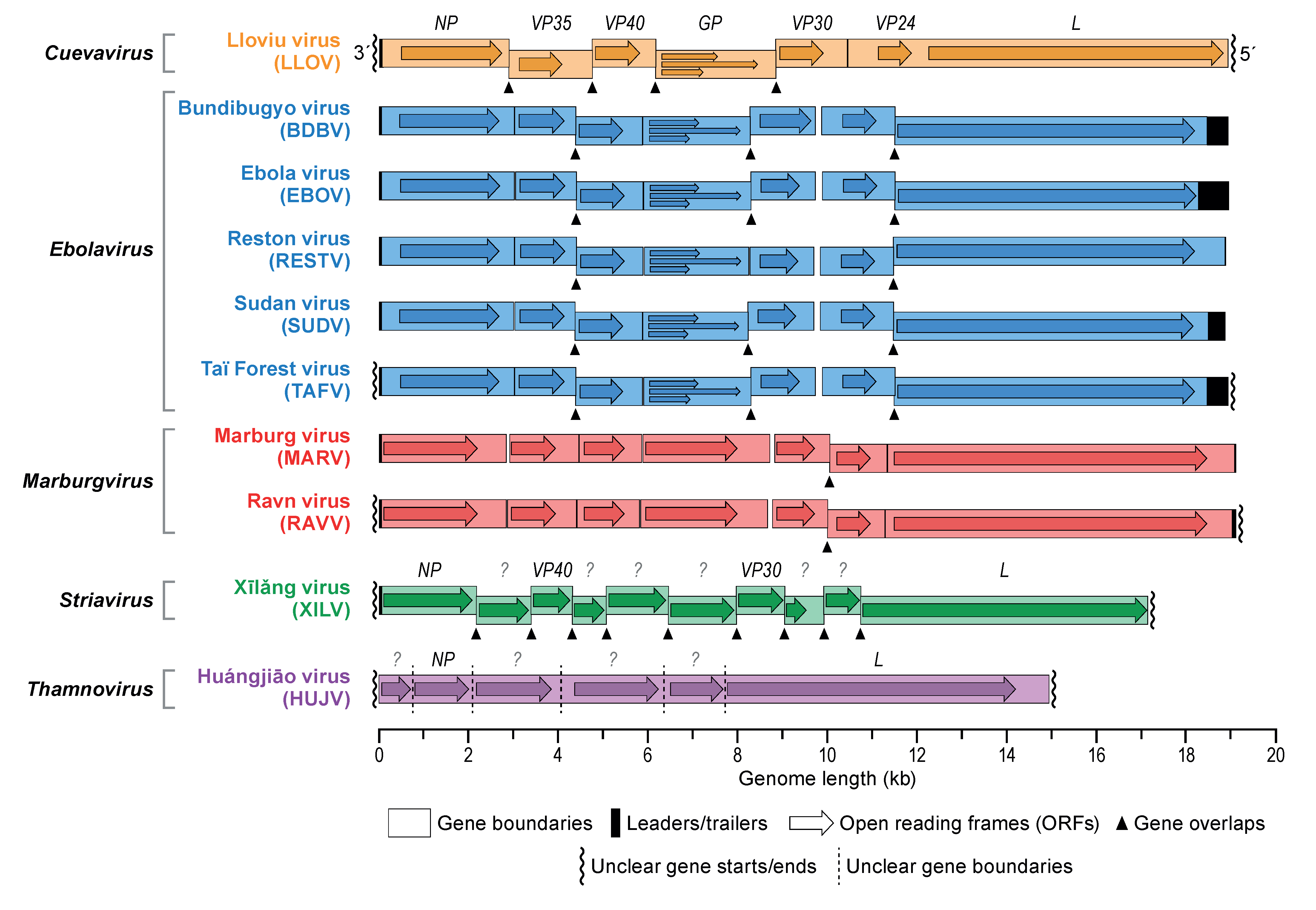
نمایش شماتیک سازمان ژنوم فیلوویروس.

ویروسی که معیارهای عضویت در راسته مونو نگا ویرالس را برآورده می کند، عضوی از خانواده Filoviridae است اگر این ویروس: 
- باعث تب خونریزی دهنده ویروسی در پستانداران خاصی  شود
- در طبیعت پستانداران ، خوک ها یا خفاش ها را آلوده می کند
- برای ایجاد بیماری در جوندگان باید از طریق عبور سریال سازگار شود
- به طور انحصاری در سیتوپلاسم سلول میزبان تکثیر می شود
- دارای ژنوم ≈19 بیس پیر طول است
- دارای ژنوم RNA است که 1.1% از توده ویریون را تشکیل می دهد
- ژنوم آن دارای وزن  مولکولی 4.2 * 106 است
- ژنوم آن حاوی یک یا چند همپوشانی ژنی است
- ژنوم آن متشکل از هفت ژن به ترتیب 3'-UTR - NP - VP35 - VP40 - GP - VP30 - VP24 - L - 5'-UTR است.
- ژن VP24 آن همولوگ با ژن های دیگر مونونگا ویروس ها نیست
- ژنوم آن حاوی سیگنال‌های آغاز و پایان رونویسی است که در ژنوم سایر مونونگا ویروس‌ها یافت نمی‌شود.
- نوکلئوکپسیدهایی را تشکیل میدهد با چگالی شناور در  CsCl    1.32g/ cm3 .
- نوکلئوکپسیدها را با یک کانال محوری مرکزی تشکیل می دهد (≈10-15 نانومتر در عرض) که توسط یک لایه تیره احاطه شده است (≈20 نانومتر عرض) و یک لایه مارپیچ بیرونی (≈50 نانومتر در عرض) با رگه متقاطع (تناوب ≈5). نانومتر)
- یک گلیکوپروتئین همجوشی کلاس I را بیان می کند که به شدت N- و O- گلیکوزیله شده و در دم سیتوپلاسمی آن اسیل دار شده است.
- یک پروتئین ماتریکس ویروسی اولیه را بیان می کند که گلیکوزیله نشده است
- ویریون هایی را تشکیل می دهد که از غشای پلاسمایی جوانه می زنند
- ویریون‌هایی را تشکیل می‌دهد که عمدتاً رشته‌ای هستند (U- و 6 شکل) و  عرض تقریبا 80 نانومتر و طول آن از چند صد نانومتر و حداکثر 14 میکرومتر می باشد
- ویریون هایی را تشکیل می دهد که دارای برجستگی های سطحی ≈7 هستند نانومتر با فاصله ≈10 نانومتر از یکدیگر فاصله دارند
- ویریون  با جرم مولکولی  3.82 * 108را تشکیل می دهد.
- ویریون هایی را تشکیل می دهد که در آزمایش دزون تنی (IN VIVO) به صورت ضعیف خنثی می شوند

## سازمان بندی  خانواده
| نام جنس       | نام گونه               | نام ویروس (مخفف)                    |
| ------------- | ---------------------- | ----------------------------------- |
| کووا ویروس    | Lloviu cuevavirus      | ویروس Lloviu (LLOV)                 |
| دیانلوویروس   | دیانلوویروس منگلا      | ویروس منگلا (MLAV)                  |
| ویروس ابولا   | ویروس ابولا بومبالی    | ویروس بومبالی (BOMV)                |
| ویروس ابولا   | ویروس ابولا بوندیبوگیو | ویروس Bundibugyo (BDBV؛ قبلا BEBOV) |
| ویروس ابولا   | ویروس ابولا رستون      | ویروس رستون (RESTV؛ قبلا REBOV)     |
| ویروس ابولا   | ویروس ابولا سودان      | ویروس سودان (SUDV؛ قبلا SEBOV)      |
| ویروس ابولا   | ویروس ابولا جنگل Taï   | ویروس جنگل تای (TAFV؛ قبلاً CIEBOV)  |
| ویروس ابولا   | ویروس ابولا زئیر       | ویروس ابولا (EBOV؛ قبلا ZEBOV)      |
| ویروس ماربورگ | ویروس ماربورگ ماربورگ  | ویروس ماربورگ (MARV)                |
| ویروس ماربورگ | ویروس ماربورگ ماربورگ  | ویروس Ravn (RAVV)                   |
| ویروس استریا  | ویروس استریا Xilang    | ویروس Xīlǎng (XILV)                 |
| تامنوویروس    | تامنوویروس Huangjiao   | ویروس هوآنگجیاو (HUJV)              |

## واکسن ها
امروزه واکسن های بسیار محدودی برای فیلوویروس شناخته شده وجود دارد.  یک واکسن موثر علیه ویروس ابولا که در کانادا ساخته شده است  که برای استفاده در ایالات متحده و اروپا در سال 2019  تأیید شد.    تلاش‌ها برای ساخت واکسن علیه ویروس ماربورگ در حال انجام است. 
1. ↑  Kuhn, JH; Amarasinghe, GK; Basler, CF; Bavari, S; Bukreyev, A; Chandran, K; Crozier, I; Dolnik, O; Dye, JM (June 2019). "ICTV Virus Taxonomy Profile: Filoviridae". The Journal of General Virology. 100 (6): 911–912. doi:10.1099/jgv.0.001252. PMC 7011696. PMID 31021739.
2. 1 2 3  Kiley MP, Bowen ET, Eddy GA, Isaäcson M, Johnson KM, McCormick JB, Murphy FA, Pattyn SR, Peters D, Prozesky OW, Regnery RL, Simpson DI, Slenczka W, Sureau P, van der Groen G, Webb PA, Wulff H (1982). "Filoviridae: A taxonomic home for Marburg and Ebola viruses?". Intervirology. 18 (1–2): 24–32. doi:10.1159/000149300. PMID 7118520.
3. ↑  US Animal and Plant Health Inspection Service (APHIS) and US Centers for Disease Control and Prevention (CDC). "National Select Agent Registry (NSAR)". Retrieved 2011-10-16.
4. ↑  US Department of Health and Human Services. "Biosafety in Microbiological and Biomedical Laboratories (BMBL) 5th Edition". Retrieved 2011-10-16.
5. ↑  US National Institutes of Health (NIH), US National Institute of Allergy and Infectious Diseases (NIAID). "Biodefense — NIAID Category A, B, and C Priority Pathogens". Archived from the original on 2011-10-22. Retrieved 2011-10-16.
6. ↑  US Centers for Disease Control and Prevention (CDC). "Bioterrorism Agents/Diseases". Archived from the original on July 22, 2014. Retrieved 2011-10-16.
7. 1 2 3 4  Kuhn JH, Becker S, Ebihara H, Geisbert TW, Johnson KM, Kawaoka Y, Lipkin WI, Negredo AI, Netesov SV, Nichol ST, Palacios G, Peters CJ, Tenorio A, Volchkov VE, Jahrling PB (2010). "Proposal for a revised taxonomy of the family Filoviridae: Classification, names of taxa and viruses, and virus abbreviations". Archives of Virology. 155 (12): 2083–2103. doi:10.1007/s00705-010-0814-x. PMC 3074192. PMID 21046175.
8. ↑  Peters CJ, LeDuc JW (February 1999). "An Introduction to Ebola: The Virus and the Disease". The Journal of Infectious Diseases. 179 (Supplement 1): ix–xvi. doi:10.1086/514322. JSTOR 30117592. PMID 9988154.
9. ↑  Plummer, Francis A.; Jones, Steven M. (2017-10-30). "The story of Canada's Ebola vaccine". CMAJ: Canadian Medical Association Journal. 189 (43): E1326–E1327. doi:10.1503/cmaj.170704. ISSN 0820-3946. PMC 5662448. PMID 29084758.
10. ↑  Research, Center for Biologics Evaluation and (2020-01-27). "ERVEBO". FDA (به انگلیسی).
11. ↑  CZARSKA-THORLEY, Dagmara (2019-10-16). "Ervebo". European Medicines Agency (به انگلیسی). Retrieved 2020-05-03.
12. ↑  Keshwara, Rohan; Hagen, Katie R.; Abreu-Mota, Tiago; Papaneri, Amy B.; Liu, David; Wirblich, Christoph; Johnson, Reed F.; Schnell, Matthias J. (2019-03-05). "A Recombinant Rabies Virus Expressing the Marburg Virus Glycoprotein Is Dependent upon Antibody-Mediated Cellular Cytotoxicity for Protection against Marburg Virus Disease in a Murine Model". Journal of Virology. 93 (6). doi:10.1128/JVI.01865-18. ISSN 0022-538X. PMC 6401435. PMID 30567978.